# Sismo de Luding de 2022
O sismo de Luding de 2022 foi um sismo de magnitude 6,6 ou 6,8 que atingiu o condado de Luding, na província de Sujuão, na China, em 5 de setembro de 2022, às 12h52 no horário local. O epicentro foi localizado a 226 km de Chengdu, ou a 43 km a sudeste de Kangding. Pelo menos 93 pessoas morreram, 423 ficaram feridas e 25 continuam desaparecidas. Mais de 13 000 casas e outras infraestruturas foram danificadas ou destruídas. O sismo foi o maior a atingir a província desde o sismo de Jiuzhaigou, em 2017, e o mais mortal da região de Sujuão desde o sismo de Lushan, em 2013.

## Configuração tectônica
Sujuão está situada em uma zona complexa de uma falha criada pela contínua colisão da Placa Indiana com a Placa Eurasiática. À medida que o subimpulso do Himalaia continua, a crosta da Placa Eurasiática é deformada e elevada para formar o Planalto do Tibete. Em vez de falhas de impulso para o sul, o Planalto do Tibete acomoda a deformação através da tectônica de escape de deslizamento. Grandes quantidades de movimento de deslizamento são acomodadas através de grandes falhas e seus splays ao longo do planalto, como os sistemas de falhas Altyn Tagh, Kunlun, Haiyuan e Xianshuihe. O movimento de deslizamento lateral esquerdo espreme os blocos crustais do Planalto do Tibete para fora, forçando-o a se mover para o leste. Enquanto isso, o movimento de deslizamento também resulta na extensão leste-oeste do platô, fazendo com que falhas normais quebrem dentro da crosta espessada.
Em escala continental, a sismicidade da Ásia Central e Oriental é amplamente o resultado da convergência para o norte da Placa Indiana contra a Placa Eurasiática. A convergência das duas placas é acomodada pelo soerguimento das terras altas asiáticas e pelo movimento do material crustal para leste, longe do Planalto do Tibete soerguido. Nos últimos 20 anos, 25 outros sismos de magnitude 5,0+ ocorreram a 200 km do evento de 5 de setembro de 2022. A maior parte dessa sismicidade está relacionada a réplicas de sismos destrutivos anteriores na margem ocidental da Bacia de Sujuão. Este evento está a sudoeste de um aglomerado de sismicidade após um sismo de magnitude 6,6 em 20 de abril de 2013, que resultou em 196 mortes. Um sismo de magnitude 7,9 em 12 de maio de 2008, ocorreu perto do evento de setembro e resultou em mais de 87 000 mortes, tornando-se um dos sismos mais destrutivos da história recente.

## Sismo

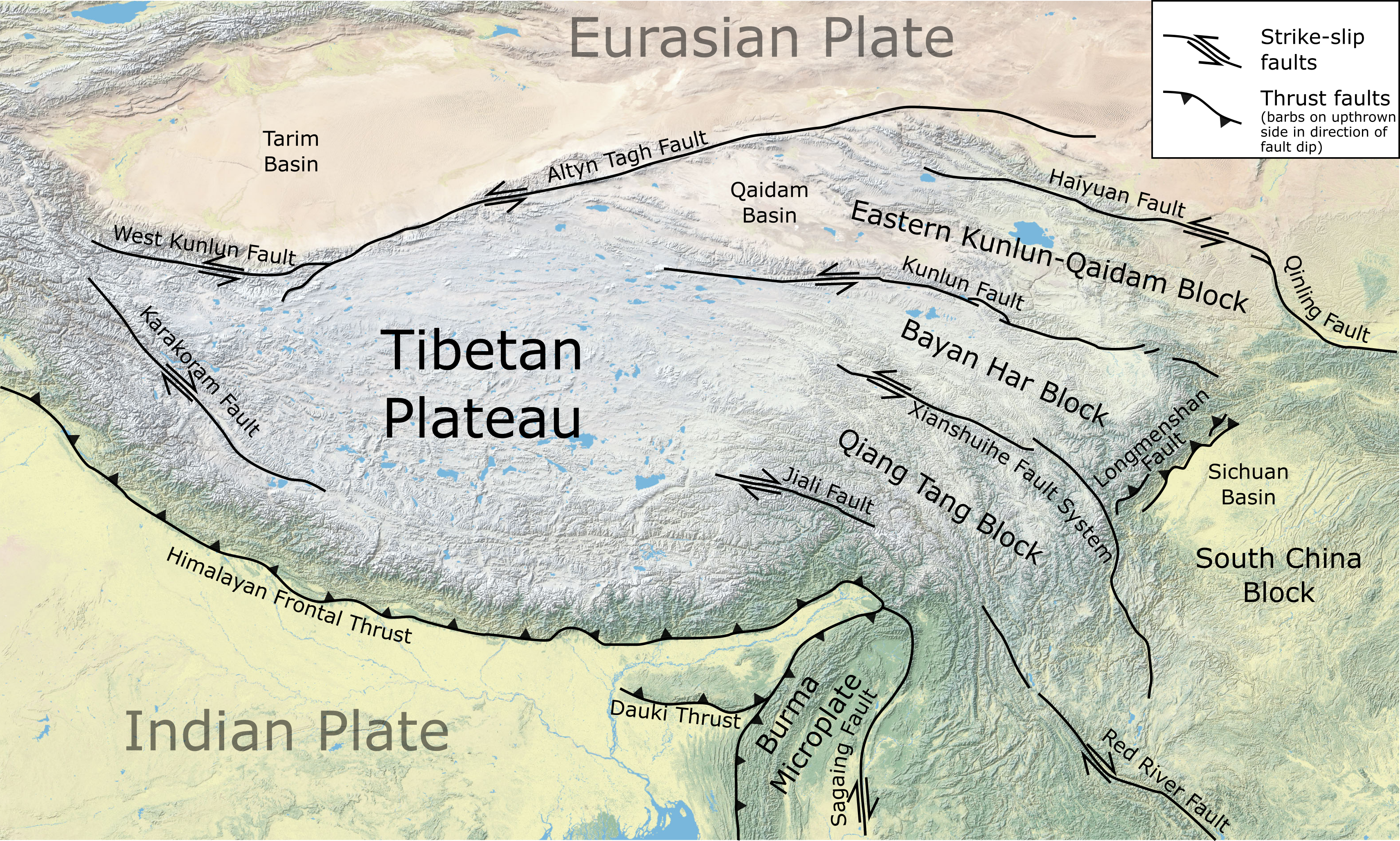
A visão tectônica do Planalto do Tibete e de Sujuão.

O sismo mediu 6,8 na escala de magnitude de onda de superfície a uma profundidade de 16 km. Na escala de magnitude de momento da fase W (Mww), o sismo mediu 6,6; também foi medido no momento magnitude 6,7 (Mw). De acordo com o Serviço Geológico dos Estados Unidos, o sismo foi resultado de falhas rasas de deslizamento na margem oeste da Bacia de Sujuão. O sismo ocorreu em uma falha lateral esquerda de mergulho íngreme de WSW de SSE-NNW, ou uma falha lateral direita-lateral de mergulho próximo a WSW-ENE, quase vertical. A localização e a sensação de movimento são consistentes com o movimento sobre ou perto do sistema de falhas Xianshuihe lateral-esquerdo, que se estende por 350 km. Muitas falhas nesta região estão relacionadas com a convergência de material crustal movendo-se lentamente do alto planalto tibetano para oeste, contra a forte crosta subjacente à bacia de Sujuão e sudeste da China.
Especialistas da Administração de Sismos de Sujuão disseram que o sismo ocorreu perto da falha de Moxi, um segmento da zona de falha de Xianshuihe no sudeste. Eles acrescentaram que é improvável que um sismo maior ocorra perto do epicentro, mas as réplicas persistiriam. A zona de falha de Xianshuihe é uma grande falha ativa lateral esquerda que define a margem entre os blocos Bayan Har e Sujuão-Yunnan. Produziu sismos destrutivos em 1786 (magnitude 7,75), 1816 (magnitude 7,5), 1893 (magnitude 7,0), 1904 (magnitude 7,0), 1923 (magnitude 7,3), 1955 (magnitude 7,5), 1973 (magnitude 7,6), 1981 (magnitude 6,9) e 2014 (magnitude 6,3). Nenhum sismo de magnitude 7,0+ foi registrado ao longo da Falha de Moxi desde 1786. Ela corre de norte a sul entre Kangding e Shimian. A falha foi considerada uma fonte potencial para grandes sismos devido à ausência de qualquer desde 1786.
Através de uma análise preliminar de dados de ondas de corpo e técnicas de inversão sísmica, a ruptura foi determinada como tendo ocorrido em uma área de 20 km por 25 km ao longo da falha. A maior parte do momento sísmico foi liberada nos primeiros 10 segundos do início da ruptura, que então se propagou para o sudoeste. Pelo menos 2 715 réplicas foram registradas em profundidades de 5 a 15 km e distribuídas ao longo de uma tendência norte-noroeste. O tremor secundário mais forte mediu mb 4,8.

## Impacto

Um mapa de movimentos fortes do solo do Serviço Geológico dos Estados Unidos, mostrando os níveis variados de intensidades sentidas em toda a região em relação ao epicentro.

O sismo atingiu a província de Sujuão enquanto o lockdown da COVID-19 estava em vigor. Segue-se uma seca e uma onda de calor que afetou o abastecimento de água e energia devido à dependência da província em energia hidráulica. Anteriormente, dois sismos em junho causaram pelo menos quatro mortes.

### Vítimas
Pelo menos 93 pessoas foram mortas, e 423 pessoas ficaram feridas, Outras 25 pessoas continuam desaparecidas, nove no condado de Luding e 16 no condado de Shimian. Autoridades provinciais relataram 55 mortes e 264 feridos no condado de Luding (prefeitura de Ganzi). Três funcionários do Parque Geológico Nacional de Hailuogou estavam entre os mortos. A Estação de Observação e Experimentação do Ecossistema Alpino da Montanha Gongga, uma instalação de pesquisa, desabou parcialmente. Um estudante de pós-graduação morreu, outros três ficaram feridos e outros 14 saíram ilesos, de acordo com a Academia Chinesa de Ciências. A maioria das vítimas foi atribuída ao desmoronamento de casas, enquanto algumas foram soterradas por deslizamentos de terra enquanto caminhavam pelas estradas.Moradores foram esmagados sob casas desmoronadas e muitos deslizamentos de terra foram relatados. Alguns receberam ferimentos leves devido a quedas de rochas. Oito pessoas do condado receberam atendimento médico no Centro Médico da China Ocidental em Chengdu.
Outras 38 pessoas no condado de Shimian (prefeitura de Ya'an) morreram e 158 ficaram feridas; seis mortes e 11 feridos relatados em Caoke; 24 mortes e 27 feridos em Wanggangping; sete mortes e outros sete feridos em Xinmin. Em Xinmian, 33 ficaram feridos. Cinco pessoas ficaram feridas no condado de Hanyuan. Uma pessoa também ficou ferida na província de Liangshan. Os feridos foram tratados no hospital.

### Danos
Uma avaliação preliminar dos danos revelou que 243 casas desabaram e outras 13 010 foram danificadas. Duas infraestruturas públicas foram destruídas e 142 foram danificadas. O sismo também destruiu quatro hotéis e danificou outros 307. Falhas nas encostas causaram o colapso de estradas. Sete usinas hidrelétricas de pequeno e médio porte foram fortemente danificadas. Os sistemas de abastecimento de água também foram afetados. Muitas cidades e vilarejos foram danificados em graus variados. Relatórios preliminares indicam que os serviços de comunicação foram desativados nas cidades de Moxi e Yanzigou. Em Detuo, deslizamentos de terra danificaram severamente muitas casas. Estradas foram danificadas em Lengmoan.
O sismo produziu tremores atribuídos a uma intensidade sísmica máxima (CSIS) de IX sobre a região montanhosa noroeste da província. A CSIS de VI foi sentida em uma área de 13 011 km2 por 580 000 pessoas. O sismo foi sentido a várias centenas de quilômetros de distância em Changsha, província de Hunão, e Xiam, província de Xianxim. O tremor em Luding foi tão intenso que as pessoas enfrentaram dificuldades de permanecer em pé.
No condado de Luding, uma seção da Rodovia Provincial 211 de Sujuão foi soterrada por um deslizamento de terra, enquanto outra foi obstruída por desabamentos. Essas estradas foram liberadas pelos funcionários imediatamente. Muitas casas em Detuo foram danificadas e ocorreram deslizamentos de terra. As estradas foram seriamente danificadas e os socorristas tiveram que chegar à cidade de barco. Embora não tenha havido danos a barragens e instalações hidrelétricas, as linhas elétricas danificadas afetaram 43 158 clientes. Cerca de 55 km de cabos ópticos e 289 estações de comunicação foram danificadas, interrompendo os sistemas de comunicação para 35 000 casas. Nove subestações elétricas permaneceram fora de operação e três foram danificadas. Pelo menos 57 cabos de transmissão foram danificados. Mais de 200 pessoas ficaram presas no Parque Geológico Nacional de Hailuogou. Milhares ficaram presos quando um deslizamento de terra bloqueou a confluência dos rios Dadu e Wandong, formando um lago. Os moradores que moravam a jusante foram evacuados. Na manhã de 6 de setembro, o lago transbordou, descarregando água a uma taxa de 150–200 m3. Doze horas depois, sua taxa diminuiu para 10–15 m3.

## Resposta

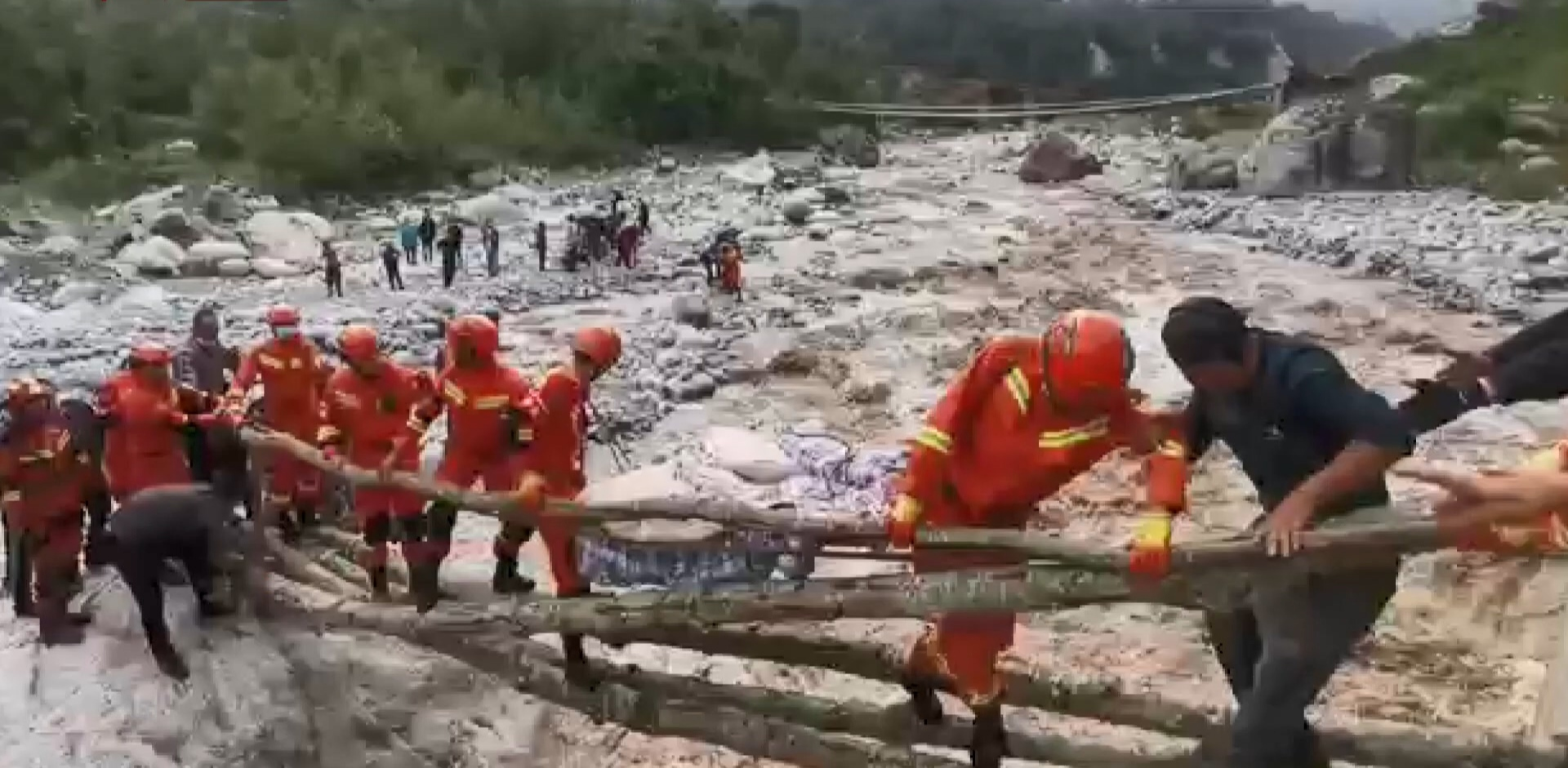
Equipes de emergência resgatando moradores feridos em Moxi, Condado de Luding

Um alerta precoce de sismo foi ativado quatro segundos após o início do choque principal. Os moradores de Kangding, a 53 km de distância, receberam sete segundos de aviso antes que o tremor ocorresse. Em Ya'an e Chengdu, 20 segundos e 50 segundos de aviso prévio foram dados, respectivamente. Esses avisos foram transmitidos por meio de alto-falantes, telefones celulares e televisores. Xi Jinping, Secretário-Geral do Partido Comunista da China, pediu às autoridades locais que fizessem "o salvamento de vidas como a primeira prioridade, façam de tudo para resgatar pessoas em áreas atingidas por desastres e minimizar a perda de vidas". Li Keqiang, o primeiro-ministro do Conselho de Estado, pediu "rápida avaliação da situação, bem como esforços de resgate e tratamento médico".
O embaixador dos Estados Unidos na China, Nicholas Burns, twittou suas condolências. A presidente de Taiwan, Tsai Ing-wen, também expressou suas condolências.

### Resposta de emergência

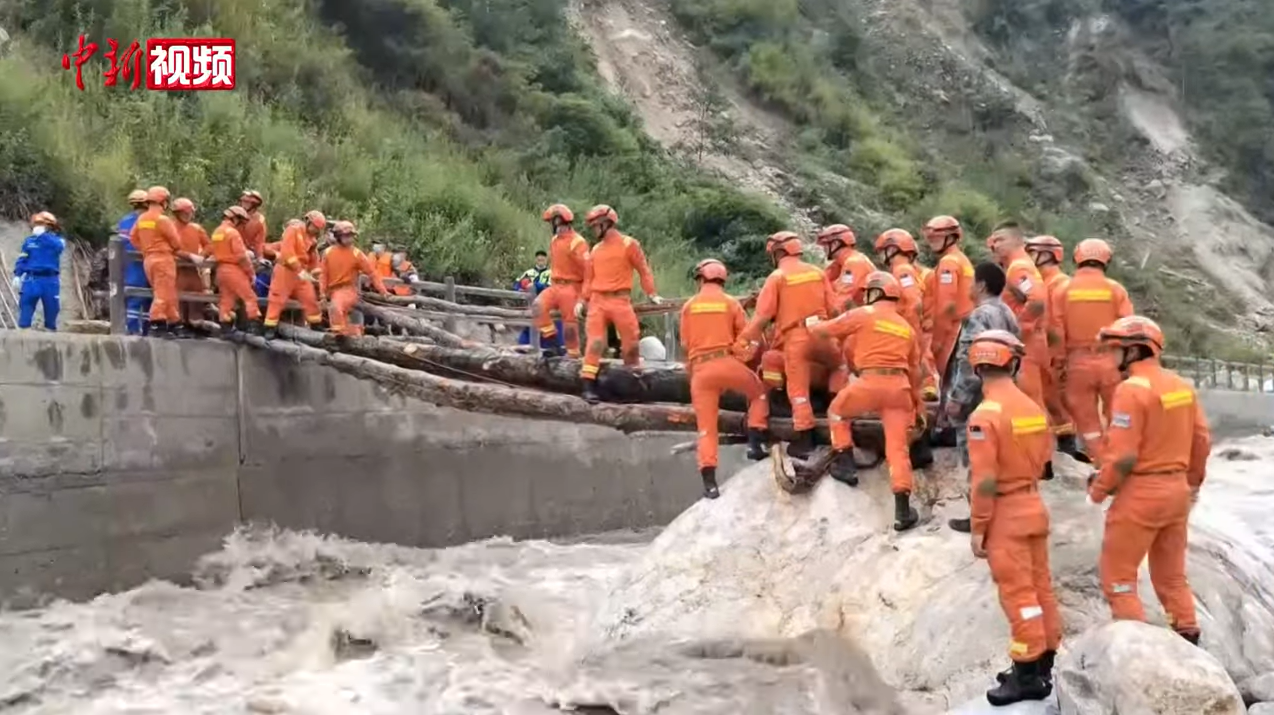
Socorristas criam ponte para transportar sobreviventes em Moxi.

Funcionários de gerenciamento de emergências do condado de Luding foram enviados ao condado para verificar as vítimas e avaliar os danos. As autoridades impediram a entrada de veículos na China National Highway 318 para garantir que as estradas de resgate fossem desbloqueadas. Os serviços ferroviários, incluindo o C6633, D1919 e G8792, operados pelo China Railway Chengdu Group, foram atrasados por inspeções de danos. Os passageiros afetados foram reembolsados.
O Ministério de Gestão de Emergências e o Comitê Nacional para Redução de Desastres emitiram uma resposta de emergência de Nível IV para a área. Mais de 6 500 equipes de resgate de emergência de Ganzi, Chengdu, Deyang, Leshan, Ya'an, Meishan e Ziyang foram enviados para o epicentro. Além disso, 370 caminhões de bombeiros e veículos de construção, nove helicópteros de resgate, três drones e 31 equipamentos de resgate foram mobilizados.
Em Moxi, o pessoal da Brigada de Incêndio Florestal de Sujuão resgatou moradores presos dos escombros e transportou os feridos por um rio. Pelo menos 50 pessoas feridas receberam tratamento por equipes médicas. O pessoal de emergência puxou mais de 30 pessoas presas sob os escombros. As equipes de resgate tiveram que cavar os destroços à mão, pois o equipamento de resgate não conseguia passar por passagens estreitas.
Equipes de resgate retiraram três sobreviventes e um corpo dos escombros de um hotel desmoronado em Moxi. As equipes de resgate também localizaram sobreviventes presos sob uma ponte desmoronada em Detuo. Todas as 219 pessoas anteriormente presas por mais de 50 horas no Parque Geológico Nacional de Hailuogou foram evacuadas com sucesso para Moxi via helicóptero.
Os bombeiros usaram barcos de borracha para chegar às aldeias afetadas. Nas aldeias de Ziyachang e Wandong, 17 pessoas foram evacuadas. Os bombeiros também estavam observando o lago represado e alertaram os moradores para evacuarem. Equipes de resgate evacuaram mais de 900 moradores em Qinggangping, uma vila perto de Moxi que foi ameaçada pela água corrente. As autoridades locais estavam preocupadas com a possibilidade de mais deslizamentos de terra formando poças de água em rios em outros lugares. Autoridades disseram que a extensão dos danos no rio Dadu permanece desconhecida, mas está sendo monitorada. O rio descarregou mais tarde, mas os moradores afetados já haviam evacuado.
As condições climáticas úmidas e os fluxos de lama atrapalharam as tentativas das equipes de resgate de procurar os desaparecidos. A administração meteorológica da China emitiu um alerta amarelo sobre a possibilidade de "desastres geológicos". Chuvas fortes eram esperadas em algumas áreas, enquanto chuvas moderadas estavam previstas para vários dias. A administração acrescentou que "as condições geológicas pós-sismo são inerentemente frágeis, e o impacto de chuvas adicionais pode levar a desmoronamentos e deslizamentos de terra". As réplicas provocaram deslizamentos de terra adicionais.

### Esforços de ajuda
Em 5 de setembro, o governo chinês reservou 50 milhões de yuans (7,25 milhões de dólares) para os esforços de socorro. Um adicional de 150 milhões de yuans (21 602 010 de dólares) foi fornecido para ajuda em 9 de setembro. Funcionários de Sujuão também alocaram 50 milhões de yuans para Ganzi. A Sociedade da Cruz Vermelha da China forneceu 1 milhão de yuans (143,70 mil de dólares), 450 tendas, 3 000 pacotes de ajuda, 2 400 camas e 1 200 cobertores. Além disso, mais de 150 membros da organização responderam à crise. As doações de 65 empresas para ajudar nos esforços de recuperação totalizaram 1,168 bilhão de yuans (167 435 988 de dólares), segundo a SASAC. Wuliangye doou um total de 15 milhões de yuans (2,16 milhões de dólares), enquanto a BYD Auto doou 5 milhões de yuans (718,49 mil de dólares) para ajudar nos esforços de recuperação.
Mais de 3 600 pessoas e 70 cães de busca e resgate de Xunquim, Gansu, Guizhou, Iunã, Chingai e regiões próximas ficaram de prontidão para possíveis esforços interregionais. O Departamento de Reserva do Estado e o Ministério de Gerenciamento de Emergências alocaram 3 000 tendas, 10 000 colchas, 10 000 camas e outros suprimentos de emergência para realocar os moradores do condado de Luding. Mais de 50 000 residentes em Ganzi e Ya'an foram evacuados, e 22 000 foram realocados em 124 assentamentos improvisados.
As estradas que dão passagem à região do epicentro foram reabertas, permitindo a retomada do tráfego em 7 de setembro. Autoridades do condado de Luding disseram que suas fábricas de baterias de lítio não foram afetadas. No mesmo dia, a maioria das operações comerciais e industriais foram retomadas. O Centro de Pesquisa e Conservação da China para o Panda-Gigante disse que todas as quatro instalações de pandas na província não foram afetadas. A PetroChina operou três postos de gasolina em suas instalações em Kangding e Ganzi para garantir seu fornecimento para socorro em desastres. Caminhões também foram utilizados para mobilizar petróleo para a região. Na manhã de 6 de setembro, a energia tinha sido restabelecida em 21 922 residências próximas ao epicentro. No entanto, muitas subestações elétricas ainda estavam fora de operação. Em 8 de setembro, a energia foi restaurada para 34 184 residências, ou cerca de 80% das províncias de Ganzi e Ya'an. A China Tower disse que 211 de suas 398 instalações de comunicação móvel ficaram sem energia enquanto duas estavam fora de serviço. Em resposta, 138 especialistas em reparos, 59 veículos e 116 geradores foram enviados para a área.
O corpo de bombeiros de Taiwan disse que 40 socorristas, um cão de busca e cinco toneladas de equipamentos estavam de prontidão se fosse necessária assistência. O CEO da Apple, Tim Cook, disse que a empresa se comprometeu a doar para os esforços de ajuda, embora a quantia em dinheiro não tenha sido divulgada.

## Resposta a COVID-19
Quando o sismo ocorreu, os moradores de Chengdu tentaram fugir de suas casas e encontraram as saídas para esses prédios trancadas. Sob a resposta "Zero-COVID" da China e as rígidas regras de bloqueio, os blocos de apartamentos foram fechados para manter os moradores dentro de casa. Vídeos desses incidentes, onde moradores assustados foram trancados dentro de seus apartamentos, circularam online e provocaram raiva entre os internautas. Em resposta, a Comissão de Saúde de Chengdu disse que "deve ser dada prioridade à salvaguarda da vida do público em caso de sismos, incêndios, inundações e outros desastres".
O Comando de Emergência da Prefeitura de Ganzi para a Nova Epidemia de Pneumonia resultante do Coronavírus emitiu uma declaração no WeChat para evitar uma epidemia local na área atingida pelo desastre. A declaração afirmava que as equipes de resgate eram obrigadas a apresentar um certificado de teste de ácido nucleico negativo dentro de 24 horas e um código verde de saúde. As equipes de resgate também tiveram que garantir que não viajassem para cidades com casos de COVID-19. Os trabalhadores de resgate teriam que passar por uma inspeção nos postos de controle antes de realizar missões de resgate. As autoridades colocaram a área afetada sob restrições temporárias, proibindo a entrada do público. Os sobreviventes foram testados regularmente para a COVID-19 todos os dias e tiveram que divulgar seu histórico de viagens registrando sua localização em um aplicativo móvel. Os moradores da área também precisavam apresentar documentos de aprovação às autoridades locais antes de entrar.

## Consequências
Os funerais e velórios foram realizados em 12 de setembro, às 12h52 no horário local (exatamente uma semana após a ocorrência do sismo), em Sujuão em memória das vítimas do sismo. Sirenes de ataque aéreo e buzinas de veículos soaram como parte da cerimônia de luto. Funcionários do governo, pessoal do Exército de Libertação Popular, pessoal de resgate e membros do público trouxeram flores para homenagear as vítimas. Políticos, incluindo Wang Xiaohui e o governador de Sujuão, Huang Qiang, estavam presentes durante a cerimônia em memória das vítimas.